# Trembling Blue Stars
Trembling Blue Stars var ett band från London, England, bildad 1995. Medlemmar var inledningsvis Robert "Bobby" Wratten (sång, gitarr) och Annemari Davies (sång, keyboard, gitarr). Wratten och Davies hade tidigare varit med i The Field Mice och Northern Picture Library. Senare tillkom medlemmarna Keris Howard (basgitarr, gitarr) och Jonathan Akerman (trummor) samt Beth Arzy (sång, basgitarr, percussion, tidigare i Aberdeen) som tog över efter Annemari Davies år 2000. Bandet splittrades 2010 och året efter släpptes en redan inspelad EP.

## Diskografi

### Album
- 1996 – Her Handwriting (april)
- 1998 – Lips That Taste of Tears (februari)
- 2000 – Broken By Whispers (februari)
- 2001 – Alive To Every Smile (oktober)
- 2005 – The Seven Autumn Flowers (januari)
- 2007 – The Last Holy Writer (april)
- 2010 – Fast Trains And Telegraph Wires / Cicely Tonight_Volume One

### EP
- 1997 – The Rainbow (november)
- 1999 – Dark Eyes (oktober)
- 2000 – She Just Couldn't Stay (januari)
- 2001 – Ghost of an Unkissed Kiss EP (september)
- 2004 – Southern Skies Appear Brighter Extended Play (juni)
- 2005 – Bathed In Blue Extended Play (mars)
- 2007 – Exploring the Shadows Extended Play (november)
- 2011 – Correspondence EP (maj)

### Singlar
- 1996 – "Abba On The Jukebox"
- 1999 – "Doo-Wop Music"
- 2002 – "Slow Soft Sighs"
- 2007 – "Beautiful Blank"